# 1951년 일본 프로 야구 올스타전
1951년 일본 프로 야구 올스타전은 1951년 7월 4일과 7월 7일, 7월 8일에 열린 일본 프로 야구의 올스타전 경기이다.

## 개요
전년도의 양대 리그제 출범 1년째는 리그 우승 팀끼리 대결하게 하는 일본 시리즈가 개최됐지만 올스타전은 1951년이 제1회가 됐다. 1차전, 3차전의 주심을 맡은 시마 히데노스케는 자신의 저서에서 커미셔너 제도와 ‘궤를 같이한 연중 행사’라고 기술했다. 더욱이 1949년 가을에 열린 단일 리그제 시대의 마지막 올스타 동서 대항전 때는 8개 구단으로, 이 동서 대항전은 11월부터 12월에 걸쳐 실시되곤 있었지만 리그 대항 올스타전은 미국의 메이저 리그를 모방해서 7월에 개최됐다.
전년도인 1950년 일본 시리즈에서 정상에 오른 마이니치 오리온스의 유아사 요시오가 퍼시픽 리그 올스타팀을 지휘했고 상대편인 센트럴 리그에서는 원래 전년도의 쇼치쿠 로빈스를 리그 우승으로 이끈 고니시 도쿠로가 센트럴 리그 올스타팀을 지휘해야 했지만 일본 월드 시리즈(당시 일본 시리즈의 명칭) 종료 후 용퇴했기 때문에 그 대신에 전년도 2위를 차지했던 나고야 드래건스의 아마치 슌이치가 센트럴 올스타팀을 지휘했다.
1차전은 퍼시픽 올스타팀의 에토 다다시(난카이), 센트럴 올스타팀은 벳쇼 다케히코(요미우리)가 선발 등판했다. 1회초에서 벳쇼는 퍼시픽 올스타팀의 1번 타자인 이이다 도쿠지(난카이)에게 볼넷을 내주었으나 계속해서 야마모토 가즈토(난카이), 벳토 가오루(마이니치), 오시타 히로시(도큐)를 깔끔하게 막아냈다. 1회말에 센트럴 올스타팀의 2번 타자인 치바 시게루(요미우리)가 우익 선상을 가르는 안타를 날렸고 이어지는 이와모토 요시유키(쇼치쿠), 한 사람 두고 가와카미 데쓰하루(요미우리)가 안타를 때려내는 등 센트럴 올스타팀이 먼저 1점을 선취했고 6회에도 1점을 따냈다. 퍼시픽 올스타팀도 이어지는 7회에 1점을 얻으면서 양 팀이 1점차를 놓고 다투는 양상을 보였다. 이 이닝에서 등판한 센트럴 올스타팀의 스기시타 시게루(나고야)가 막판 뚝심을 보이면서 마지막 이닝까지 막아냈다. 1차전의 관객 수인 48,671명은 올스타전에서의 최다 관객 기록을 나타냈다.
이동하는 날짜를 포함해서 3일 후에 열린 2차전에서도 센트럴 올스타팀의 선발 투수는 벳쇼였다. 원래 센트럴 올스타팀의 아마치 감독은 1차전과 2차전을 전력으로 승리할 생각으로 2경기 모두 벳쇼·가네다 마사이치(고쿠테쓰)·스기시타 등 3명의 투수를 3이닝씩 계투 시킬 생각이었다(단, 2차전에서 그 계획은 이뤄지지 않았다). 한편 퍼시픽 올스타팀의 선발은 노무라 다케시(마이니치)였다. 퍼시픽 올스타팀의 2점 앞선 상태에서 맞이한 7회에 센트럴 올스타팀은 노구치 아키라(나고야)의 적시 3루타로 동점을 만들었고 투수인 가네다의 대타로 기용된 니시자와 미치오(나고야)의 2점 홈런으로 역전에 성공하여 그대로 센트럴 올스타팀이 연승을 거뒀다. 또한 1차전에서는 홈런이 나오지 않았기 때문에 니시자와의 홈런은 올스타전 1호 홈런이 됐다.
2패를 당한 퍼시픽 올스타팀은 승리를 향한 집념을 태우고 다음날인 3차전에 임했다. 3차전에서도 첫회부터 지바, 이와모토, 가와카미, 그리고 오사카 타이거스의 후지무라 후미오 등의 맹타로 득점을 올렸으나 퍼시픽 올스타팀도 맹추격을 하는 등 경기는 동점으로 맞이한 8회초에 퍼시픽 올스타팀 3번 타자인 이이다가 천금같은 홈런을 때려냈다. 이것을 다이에이 유니온스의 하야시 기이치가 끝까지 지켜내면서 퍼시픽 올스타팀이 첫 승리를 거두었다.
3차전에 센트럴 올스타팀의 선발은 후지무라 다카오(오사카)는 후지무라 후미오의 친동생이며, 올스타전 사상 최초로 동시에 출전한 형제가 됐다. 그 후, 두 사람 모두 3번이나 출전했다. 그 외에도 올스타전에 형제끼리 출전한 경우에 특기할 만한 것으로는 다음과 같은 사례가 있다.
1. 1969년 1차전 : 타자 가네다 마사이치(센트럴 올스타팀·요미우리) 대 투수 가네다 도메히로(퍼시픽 올스타팀·도에이)의 형제간 맞대결
2. 1983년 1·2차전 : 퍼시픽 올스타팀의 마쓰누마 히로히사·마쓰누마 마사유키(모두 세이부 소속) 형제가 1차전과 2차전에서 각각 승리 투수가 되는 형제끼리의 승리 릴레이
3. 2001년 1차전 : 센트럴 올스타팀 선발 이리키 유사쿠(요미우리)에서 이리키 사토시(야쿠르트)에게의 형제간 계투 릴레이

당시에는 3경기를 통해서 종합 MVP가 뽑히게 돼있어서 종합 MVP는 센트럴 올스타팀의 스기시타가 차지했다. 상품은 가죽으로 만든 보스턴백과 트로피이며, 트로피는 투수가 받을거라고는 예상을 못했었는지 타자의 모습이 달려있는 것이었다. 3경기 모두 만원의 관중이 들어차면서 올스타전이 성공적으로 개최했다는 판단에 따라 그 다음 시즌부터 매년 개최하게 됐다.
심판의 경우 공식전에서는 3인제였던 당시에 6인제로 채택됐다.

## 출장 선수
| 센트럴 리그 | 센트럴 리그       | 센트럴 리그 |
| ----------- | ----------------- | ----------- |
| 감독        | 아마치 슌이치     | 나고야      |
| 코치        | 마쓰키 겐지로     | 오사카      |
| 코치        | 미즈하라 시게루   | 요미우리    |
| 투수        | 벳쇼 다케히코     | 요미우리    |
| 투수        | 오시마 노부오     | 쇼치쿠      |
| 투수        | 후지모토 히데오   | 요미우리    |
| 투수        | 스기시타 시게루   | 나고야      |
| 투수        | 가네다 마사이치   | 고쿠테쓰    |
| 투수        | 하세가와 료헤이   | 히로시마    |
| 투수        | 미토미 쓰네오     | 나고야      |
| 투수        | 후지무라 다카오   | 오사카      |
| 투수        | 다카노 히로요시   | 다이요      |
| 투수        | 나카오 히로시     | 요미우리    |
| 포수        | 아라카와 쇼지     | 쇼치쿠      |
| 포수        | 노구치 아키라     | 나고야      |
| 포수        | 도쿠아미 시게루   | 오사카      |
| 1루수       | 가와카미 데쓰하루 | 요미우리    |
| 2루수       | 치바 시게루       | 요미우리    |
| 3루수       | 후지무라 후미오   | 오사카      |
| 유격수      | 히라이 마사아키   | 요미우리    |
| 내야수      | 가나야마 지로     | 쇼치쿠      |
| 내야수      | 시라사카 조에이   | 오사카      |
| 좌익수      | 아오타 노보루     | 요미우리    |
| 중견수      | 고즈루 마코토     | 쇼치쿠      |
| 우익수      | 이와모토 요시유키 | 쇼치쿠      |
| 외야수      | 쓰보우치 미치노리 | 나고야      |
| 외야수      | 니시자와 미치오   | 나고야      |
| 외야수      | 하라다 도쿠미쓰   | 나고야      |

| 퍼시픽 리그 | 퍼시픽 리그       | 퍼시픽 리그 |
| ----------- | ----------------- | ----------- |
| 감독        | 유아사 요시오     | 마이니치    |
| 코치        | 하마자키 신지     | 한큐        |
| 코치        | 미하라 오사무     | 니시테쓰    |
| 투수        | 아라마키 아쓰시   | 마이니치    |
| 투수        | 에토 다다시       | 난카이      |
| 투수        | 유키 스스무       | 난카이      |
| 투수        | 노무라 다케시     | 마이니치    |
| 투수        | 요네카와 야스오   | 도큐        |
| 투수        | 하야시 기이치     | 다이에이    |
| 투수        | 가와사키 도쿠지   | 니시테쓰    |
| 투수        | 사토 헤이시치     | 마이니치    |
| 투수        | 다케스에 싯쇼     | 니시테쓰    |
| 투수        | 세키네 준조       | 긴테쓰      |
| 포수        | 도이가키 다케시   | 마이니치    |
| 포수        | 쓰쓰이 게이조     | 난카이      |
| 포수        | 가타오카 히로쿠니 | 마이니치    |
| 1루수       | 이이다 도쿠지     | 난카이      |
| 2루수       | 야마모토 가즈토   | 난카이      |
| 3루수       | 나카타니 준지     | 한큐        |
| 유격수      | 기즈카 주스케     | 난카이      |
| 내야수      | 가게야마 가즈오   | 난카이      |
| 내야수      | 하마다 요시오     | 도큐        |
| 좌익수      | 오시타 히로시     | 도큐        |
| 중견수      | 벳토 가오루       | 마이니치    |
| 우익수      | 이이지마 시게야   | 다이에이    |
| 외야수      | 이토 쇼시치       | 마이니치    |
| 외야수      | 고 쇼세이         | 마이니치    |
| 외야수      | 도쿠라 가쓰키     | 한큐        |

- 굵은 글씨는 팬 투표로 선출된 선수.
  - 아라마키(마이니치), 오시마(쇼치쿠), 세키네(긴테쓰), 쓰쓰이(난카이), 시라사카(오사카) 등은 3경기 모두 출전 기회가 없었다.[4]

## 올스타전 경기 결과

### 1차전

#### 스코어
| 팀                                                                | 1 | 2 | 3 | 4 | 5 | 6 | 7 | 8 | 9 | R | H | E |
| 퍼시픽                                                            | 0 | 0 | 0 | 0 | 0 | 0 | 1 | 0 | 0 | 1 | 2 | 1 |
| 센트럴                                                            | 1 | 0 | 0 | 0 | 0 | 1 | 0 | 0 | X | 2 | 5 | 1 |
| 승리 투수: 벳쇼 다케히코(요미우리) 패전 투수: 에토 다다시(난카이) |   |   |   |   |   |   |   |   |   |   |   |   |

#### 출장 선수
| 퍼시픽 | 퍼시픽 | 퍼시픽          |
| 타순   | 수비   | 선수            |
| ------ | ------ | --------------- |
| 1      | (一)   | 이이다 도쿠지   |
| 2      | (二)   | 야마모토 가즈토 |
| 3      | (중)   | 벳토 가오루     |
| 4      | (좌)   | 오시타 히로시   |
| 5      | (三)   | 나카타니 준지   |
| 6      | (우)   | 이이지마 시게야 |
| 7      | (포)   | 도이가키 다케시 |
| 8      | (투)   | 에토 다다시     |
| 9      | (유)   | 기즈카 주스케   |

| 센트럴 | 센트럴 | 센트럴            |
| 타순   | 수비   | 선수              |
| ------ | ------ | ----------------- |
| 1      | (좌)   | 아오타 노보루     |
| 2      | (二)   | 치바 시게루       |
| 3      | (우)   | 이와모토 요시유키 |
| 4      | (三)   | 후지무라 후미오   |
| 5      | (一)   | 가와카미 데쓰하루 |
| 6      | (중)   | 고즈루 마코토     |
| 7      | (포)   | 아라카와 쇼지     |
| 8      | (투)   | 벳쇼 다케히코     |
| 9      | (유)   | 히라이 마사아키   |

#### 수상 선수
MVP
- 가와카미 데쓰하루(요미우리)

### 2차전

#### 스코어
| 팀 | 1 | 2 | 3 | 4 | 5 | 6 | 7 | 8 | 9 | R | H | E |
| 센트럴 | 0 | 0 | 0 | 0 | 0 | 0 | 4 | 0 | 0 | 4 | 6 | 0 |
| 퍼시픽 | 0 | 1 | 0 | 1 | 0 | 0 | 0 | 0 | 0 | 2 | 8 | 0 |
| 승리 투수: 스기시타 시게루(나고야) 패전 투수: 요네카와 야스오(도큐) 홈런: 센트럴 – 니시자와 미치오(나고야·7회 2점) |   |   |   |   |   |   |   |   |   |   |   |   |

#### 출장 선수
| 센트럴 | 센트럴 | 센트럴            |
| 타순   | 수비   | 선수              |
| ------ | ------ | ----------------- |
| 1      | (좌)   | 아오타 노보루     |
| 2      | (二)   | 치바 시게루       |
| 3      | (우)   | 이와모토 요시유키 |
| 4      | (一)   | 가와카미 데쓰하루 |
| 5      | (三)   | 후지무라 후미오   |
| 6      | (중)   | 고즈루 마코토     |
| 7      | (포)   | 아라카와 쇼지     |
| 8      | (투)   | 벳쇼 다케히코     |
| 9      | (유)   | 히라이 마사아키   |

| 퍼시픽 | 퍼시픽 | 퍼시픽          |
| 타순   | 수비   | 선수            |
| ------ | ------ | --------------- |
| 1      | (一)   | 이이다 도쿠지   |
| 2      | (二)   | 야마모토 가즈토 |
| 3      | (중)   | 벳토 가오루     |
| 4      | (좌)   | 오시타 히로시   |
| 5      | (三)   | 나카타니 준지   |
| 6      | (우)   | 이이지마 시게야 |
| 7      | (포)   | 도이가키 다케시 |
| 8      | (투)   | 노무라 다케시   |
| 9      | (유)   | 기즈카 주스케   |

#### 수상 선수
MVP
- 노구치 아키라(나고야)

### 3차전

#### 스코어
| 팀 | 1 | 2 | 3 | 4 | 5 | 6 | 7 | 8 | 9 | R | H | E |
| 퍼시픽 | 0 | 1 | 0 | 0 | 1 | 1 | 0 | 1 | 0 | 4 | 6 | 1 |
| 센트럴 | 2 | 0 | 0 | 0 | 1 | 0 | 0 | 0 | 0 | 3 | 6 | 1 |
| 승리 투수: 하야시 기이치(다이에이) 패전 투수: 후지모토 히데오(요미우리) 홈런: 퍼시픽 – 이이지마 시게야(다이에이·2회 1점), 나카타니 준지(한큐·5회 1점), 이이다 도쿠지(난카이·8회 1점) 센트럴 – 치바 시게루(요미우리·5회 1점) |   |   |   |   |   |   |   |   |   |   |   |   |

#### 출장 선수
| 퍼시픽 | 퍼시픽 | 퍼시픽          |
| 타순   | 수비   | 선수            |
| ------ | ------ | --------------- |
| 1      | (二)   | 가게야마 가즈오 |
| 2      | (유)   | 기즈카 주스케   |
| 3      | (一)   | 이이다 도쿠지   |
| 4      | (중)   | 벳토 가오루     |
| 5      | (좌)   | 오시타 히로시   |
| 6      | (三)   | 나카타니 준지   |
| 7      | (우)   | 이이지마 시게야 |
| 8      | (포)   | 도이가키 다케시 |
| 9      | (투)   | 사토 헤이시치   |

| 센트럴 | 센트럴 | 센트럴            |
| 타순   | 수비   | 선수              |
| ------ | ------ | ----------------- |
| 1      | (좌)   | 아오타 노보루     |
| 2      | (二)   | 치바 시게루       |
| 3      | (우)   | 이와모토 요시유키 |
| 4      | (一)   | 가와카미 데쓰하루 |
| 5      | (三)   | 후지무라 후미오   |
| 6      | (중)   | 고즈루 마코토     |
| 7      | (포)   | 도쿠아미 시게루   |
| 8      | (투)   | 후지무라 다카오   |
| 9      | (유)   | 히라이 마사아키   |

#### 수상 선수
MVP
- 하야시 기이치(다이에이)

## 같이 보기
- 일본 프로 야구 올스타전
- 일본 야구 기구
- 센트럴 리그
- 퍼시픽 리그
- 메이저 리그 베이스볼 올스타전